# Salts al Campionat del Món de natació de 2015 – 3 metres trampolí sincronitzat mixt
La prova de 3 metres trampolí sincronitzat mixt es va celebrar el 2 d'agost de 2015 a Kazan, Rússia.

## Resultats
La final es va celebrar a les 15:00.
| Posició | País            | Saltadors                           | Punts  |
| ------- | --------------- | ----------------------------------- | ------ |
| 1       | R.P. de la Xina | Wang Han Yang Hao                   | 339.90 |
| 2       | Canadà          | Jennifer Abel François Imbeau-Dulac | 317.01 |
| 3       | Itàlia          | Tania Cagnotto Maicol Verzotto      | 315.30 |
| 4       | Austràlia       | Grant Nel Maddison Keeney           | 310.02 |
| 5       | Mèxic           | Dolores Hernández Rommel Pacheco    | 308.40 |
| 6       | Rússia          | Maria Polyakova Ilia Molchanov      | 306.27 |
| 7       | Malàisia        | Ng Yan Yee Muhammad Puteh           | 291.42 |
| 8       | Alemanya        | Timo Barthel Christina Wassen       | 287.94 |
| 9       | Estats Units    | Abigail Johnston Jordan Windle      | 287.70 |
| 10      | Suïssa          | Guillaume Dutoit Jessica Favre      | 284.34 |
| 11      | Nova Zelanda    | Elizabeth Cui Liam Stone            | 277.86 |
| 12      | Colòmbia        | Diana Pineda Sebastián Villa        | 266.22 |
| 13      | Brasil          | Ian Matos Juliana Veloso            | 249.60 |